# Операція «Циганський барон»
«Циганський барон» (нім. Zigeunerbaron) — операція німецьких військ проти партизанів на території окупованої Брянської области з 15 травня до 6 червня 1943 року. Кодове ім'я взято з однойменної оперети Йоганна Штрауса-молодшого.

## Передумови
Південь Брянської области впродовж 1942 року був охоплений партизанською боротьбою. У цих районах діяло близько 20 тисяч бійців. Вони контролювали близько 14 тисяч км² (ця територія отримала назву «Південний Брянський партизанський край») та навіть будували аеродроми, щоб отримувати підкріплення від радянської армії.
Операцію «Циганський барон» для боротьба з партизанами в брянських лісах запланували під час підготовки операції «Цитадель» під Курськом, яка мала на меті повернути німцям ініціативу на фронті. Щоб забезпечити успішне проведення підготовки наступу влітку 1943 року, штаб групи армій «Центр» спланував і провів ряд каральних експедицій у районах Брянська, Вітебська, Бобруйска і Могильова. Найбільшою з них була операція «Циганський барон» проти партизанських сил, що дислокувалися в лісах на південь від Брянська
Загальна чисельність німецьких військ, залучених до цього заходу, доходила до 40 тисяч солдатів. Для знищення партизанів була залучена 7-ма піхотна дивізія, виділено чотири полки з бригади РОНА під командуванням Броніслава Камінського (див. статтю Локотська республіка). Перед початком операції, 11 травня 1943 року, командування 2-ї танкової армії видало наказ про евакуацію цивільного населення.

## Перебіг і наслідки
На думку Себастьяна Штоппера, дослідника Брянщини періоду окупації, партизанські групи діяли розрізнено, їм бракувало планування та єдиного командування зверху. Тому німецькі каральні заходи не зустріли значного опору.
За даними архівів, під час операції вбито 1584 «бандитів», 1568 взято в полон, 869 втекло. Було знищено 207 таборів, 2930 землянок і вогневих точок, притягнуто до суду понад 2400 «посібників бандитів», частину з яких розстріляно. Загалом захоплено 15 812 підозрюваних. За даними ЦШПР при Ставці Верховного Головнокомандування внаслідок операції німці та колабораціоністи втратили вбитими, пораненими та полоненими 3952 особи. Втрати партизанів убитими, пораненими і зниклими безвісти склали 2096 осіб.
Поряд з операцією «Циганський барон» штаб групи армій «Центр» майже одночасно спланував та здійснив операції «Допомога сусіду» (Nachbarhilfe I, Nachbarhilfe II) та операцію «Вільний стрілець» (Freischütz).
Хоча локальної мети було досягнуто — німецькі окупанти відновили контроль над Брянщиною, однак, наступальна операція «Цитадель» у липні 1943 року, заради якої проводили зачистку тилу, закінчилася провалом.